# Das Feuerzeug

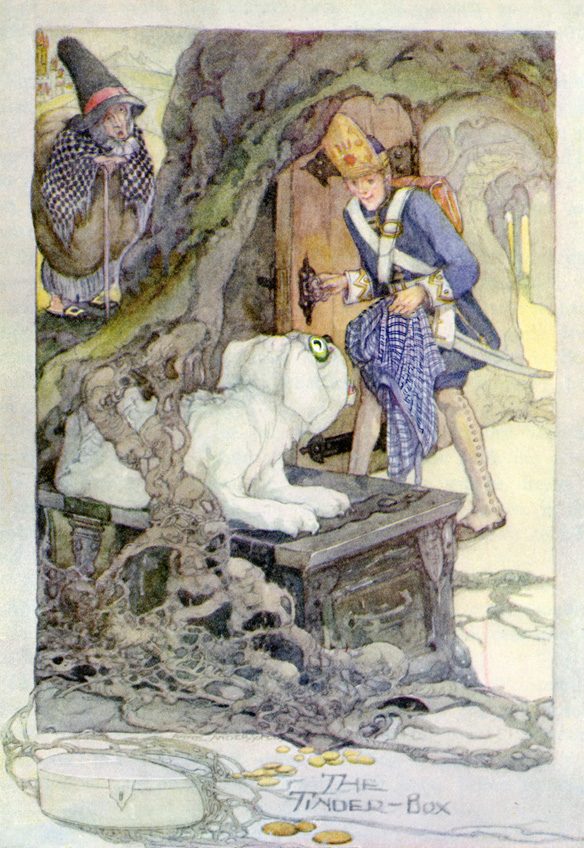
Das Feuerzeug, Illustration von Anne Anderson (1920er Jahre)

Das Feuerzeug (Dänisch: Fyrtøjet) ist ein Kunstmärchen von Hans Christian Andersen aus dem Jahr 1835.

## Inhalt
Ein Soldat kehrt nach getaner Kriegsarbeit in die Heimat zurück. Auf dem Weg trifft er eine alte Hexe, die ihm Geld anbietet, wenn er ihr ein Feuerzeug beschafft, das ihre Großmutter in einem hohlen Baum verloren habe. Sie will ihn an einem Strick in den Hohlraum herunterlassen und anschließend wieder hinaufziehen. Sie erklärt dem Soldaten, wie er mit Hilfe einer blaukarierten Schürze, die sie ihm mitgibt, die großen Hunde besänftigen kann, die sich unter dem Baum aufhalten sollen. Wie von der Hexe beschrieben, kommt der Soldat in der Höhle unter dem Baum nacheinander zu drei Kammern, in denen sich jeweils ein riesiger Hund befindet. Die Hunde, die sich besonders durch ihre auffallend großen Augen unterscheiden und von denen einer größer ist als der andere, sitzen auf Kisten, von denen die erste mit Kupfer-, die zweite mit Silbergeld und die dritte mit Goldmünzen gefüllt ist. Der Soldat kann sich an allen Kisten bedienen und findet auf dem Boden des Baumes auch das Feuerzeug. Die alte Frau zieht ihn wieder herauf und verlangt ihr Feuerzeug. Der Soldat weigert sich aber, ihr das Feuerzeug zu geben, wenn sie ihm nicht sagt, wozu es gut ist. Als die Hexe ihm keine Antwort geben will, schlägt er ihr den Kopf ab und zieht weiter in die Stadt.
Mit dem neu erworbenen Reichtum mietet er sich ein Zimmer im besten Wirtshaus und kauft sich vornehme Kleidung. Von der Bevölkerung erfährt er, dass der König eine wunderschöne Tochter habe, die er aber in einem kupfernen Schloss versteckt, um zu verhindern, dass sie einen gewöhnlichen Soldaten heiratet, was ihr an der Wiege geweissagt worden sei. Der Soldat hat große Lust, sich die Prinzessin einmal anzuschauen, sieht aber keine Möglichkeit dazu. Eine Menge „Freunde“ schmeicheln sich bei dem Neuankömmling ein, doch nachdem er sein Geld aufgebraucht hat, verliert er die falschen Freunde wieder und muss in eine armselige Dachkammer umziehen. Als der Soldat mit dem Feuerzeug eine Kerze anzuzünden versucht, entdeckt er das Geheimnis des Geräts: Es ruft die Hunde herbei, die ihn mit Geld versorgen und Wünsche erfüllen können. Somit ist er wieder zahlungskräftig und kann sein vorheriges Leben wieder aufnehmen.
Eines Nachts bittet der Soldat einen Hund, ihm ein Treffen mit der schönen Königstochter zu ermöglichen. Der Hund bringt die schlafende Prinzessin zu ihm, er genießt ihren Anblick und küsst sie. Am nächsten Morgen berichtet die Prinzessin beim Frühstück von dem nächtlichen Erlebnis, das sie für einen Traum hält. Der König und die Königin, eine besonders kluge Frau, sind alarmiert und halten es für denkbar, dass hinter der Geschichte etwas Ernsteres steckt. Die Königin lässt das Mädchen in der folgenden Nacht von einer alten Hofdame bewachen. Wieder erscheint ein Hund und nimmt die Prinzessin mit. Die Hofdame folgt ihnen und macht an der Haustür des Soldaten mit Kreide ein Kreuz. Doch der Hund bemerkt dies, als er die Prinzessin zurückbringt, und bringt dasselbe Zeichen an allen Haustüren der Stadt an. Am nächsten Morgen versucht das Königspaar mit seinem Gefolge, das Haus des Soldaten mit Hilfe der markierten Tür zu identifizieren, was jedoch fehlschlägt, weil alle Türen markiert sind.
Nun bindet die Königin ihrer Tochter einen Beutel mit Buchweizenkörnern auf den Rücken, in den sie ein kleines Loch geschnitten hat. Als in der folgenden Nacht erneut ein Hund die Prinzessin entführt, rieseln die Körner unbemerkt auf den Boden und legen eine Spur zum Haus des Soldaten. Der wird auf diese Weise identifiziert und zum Tod am Galgen verurteilt. Am Morgen vor der Hinrichtung bittet der Soldat einen Schusterjungen, der an seinem Gefängnisloch vorbei zum Richtplatz eilt, ihm gegen eine kleine Belohnung das Feuerzeug zu holen, das im Wirtshaus zurückgeblieben ist. Auf dem Galgen bittet der Soldat, noch eine letzte Pfeife rauchen zu dürfen. Der König gewährt dem Verurteilten die Bitte. Als dieser mit seinem Feuerzeug dreimal Feuer geschlagen hat, erscheinen die drei riesigen Hunde. Sie stürzen sich auf die Richter sowie das Königspaar, werfen sie hoch in die Luft und töten sie. Die Soldaten des Königs sind erschreckt und das Volk macht den Soldaten und die Prinzessin zum neuen Königspaar. Das Märchen endet mit einem Umzug der beiden in der Königskutsche durch die Stadt, bei dem die drei Hunde voranlaufen. Die Prinzessin ist zufrieden, weil sie aus ihrer Gefangenschaft in dem Kupferschloss freikommt und Königin wird.

## Verwandte Werke
In einer 1894 aufgezeichneten estnischen Version des Märchens wurde (wohl zensurbedingt) die für zaristische Leser anstößige Tötung des Königspaares getilgt: Die Hunde jagen am Ende die königlichen Soldaten aus der Stadt, woraufhin der König den Soldaten freundlich empfängt und ihm erst seine Tochter und nach seinem Tod sein Reich überlässt.
Weitere Märchen, die ähnliche Motive enthalten, sind:
- Das blaue Licht bei den Brüdern Grimm.
- Aladin und die Wunderlampe aus Tausendundeine Nacht

Das Märchen Das blaue Licht aus der Sammlung der Brüder Grimm weist viele Parallelen mit Das Feuerzeug auf und beruht offensichtlich auf derselben Erzähltradition. Die Parallele mit dem Märchen aus dem Aladin-Zyklus ist dagegen allein das Motiv der Wunscherfüllung durch einen magischen Gegenstand, der phantastische Helfer herbeiruft. Dieses Motiv ist auch in weiteren ähnlichen Märchen enthalten, so etwa in Der Geist im Glas. Negative Begleiterscheinungen der Wunscherfüllung durch einen Geist finden sich auch in Robert Louis Stevensons Erzählung Der Flaschenkobold.

## Film
Der Berliner Filmproduzent Hubert Schonger adaptierte das Märchen 1942 mit seiner Produktionsfirma Naturfilm Hubert Schonger (später: Schongerfilm) als 25-minütigen Animationsfilm mit den Hohnsteiner Puppenspielen unter der Regie von Max Jacob. Die Produktion mit dem Titel Das Feuerzeug, in der ein Soldat Heiratsurlaub hat und auf dem Weg zur Prinzessin ist, um diese zu ehelichen, erhielt das NS-Filmprädikat „volksbildend“.
Das Märchen wurde mit dem gleichen Titel Das Feuerzeug 1959 auch von der DEFA in der DDR verfilmt und kam 1961 auch in der Bundesrepublik in die Kinos. In Westdeutschland gab es wegen der antikapitalistischen Tendenz des Films damals Vorbehalte der Verleiher: „Der Film […] sei zwar unterhaltend und bewegend, aber in der Bundesrepublik nicht spielbar. […] Es ist nicht angebracht, die Reichen im Spiegel ihrer Hartherzigkeit zu zeigen und am Ende des Filmes eine Art Revolution vorzuführen […]“.

## Illustrationen

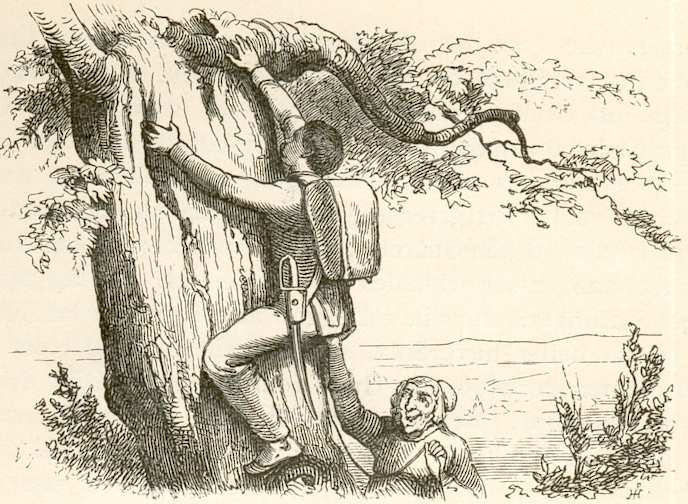
Illustration von Vilhelm Pedersen (1849)
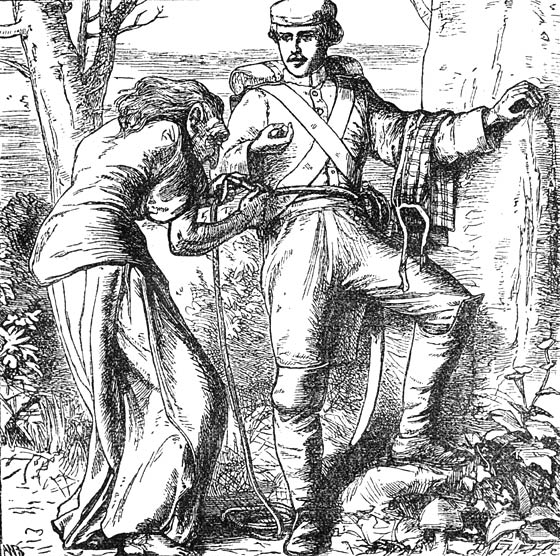
Illustration von Alfred Walter Bayes (1895)
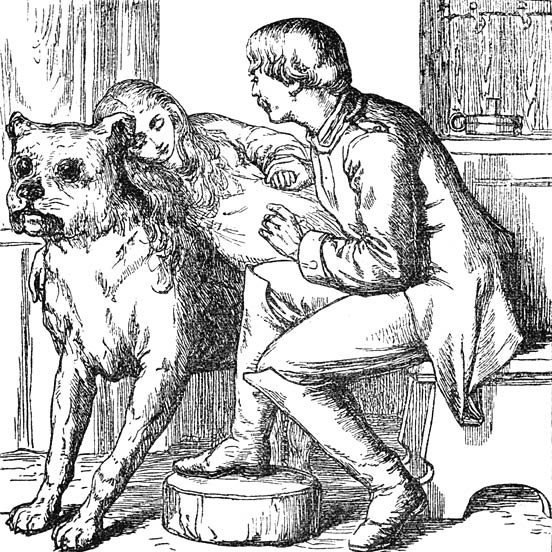
Bayes (1895)
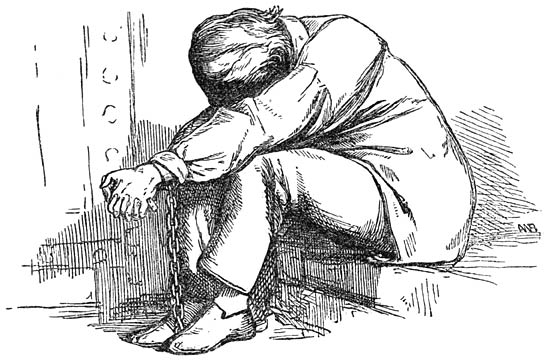
Bayes (1895)